# Абзалилов, Тимур Хабибуллович
Тимур Хабибуллович Абзалилов (род. 1958) — российский бегун-сверхмарафонец. Выступал в 1990-х и 2000-х годах, двукратный чемпион России по суточному бегу, победитель сверхмарафона «Сутки бегом» и других крупных всероссийских стартов, победитель чемпионата Европы по 24-часовому бегу в командном зачёте. Представлял Набережные Челны и Татарстан. Мастер спорта России международного класса.

## Биография
Тимур Абзалилов родился в 1958 году. Занимался лёгкой атлетикой в Набережных Челнах, представлял Татарстан.
В 1986 году установил свой личный рекорд в марафоне — 2:29.46.
В 1993 году показал лучший результат в беге на 100 км — 6:55.08.
Первого серьёзного успеха на всероссийском уровне добился в сезоне 1997 года, когда на открытом чемпионате России по суточному бегу по стадиону в Москве, прошедшем в рамках VI сверхмарафона «Сутки бегом», с результатом в 241 138 метра превзошёл всех соперников и завоевал золотую медаль. В этом сезоне выполнил норматив мастера спорта России.
В 2001 году на чемпионате России по суточному бегу по шоссе в Санкт-Петербурге, прошедшем в рамках 15-го пробега «Испытай себя», преодолел 240 364 метров и стал серебряным призёром, уступив только Эдуарду Хирову. В составе российской сборной принимал участие в чемпионате Европы по 24-часовому бегу в Апелдорне, где вместе с соотечественниками занял первое место в командном зачёте.
В 2002 году на XI сверхмарафоне «Сутки бегом» и проводившемся одновременно чемпионате России по суточному бегу по стадиону в Москве с результатом в 229 073 метра взял бронзу. Кроме того, отметился победой в 6-часовом забеге в помещении в Казани.
В 2005 году с результатом в 234 540 метра одержал победу на XIV сверхмарафоне «Сутки бегом», став таким образом двукратным чемпионом России по суточному бегу по стадиону.
За выдающиеся спортивные достижения удостоен почётного звания «Мастер спорта России международного класса» (2001).